# Prawo do zemsty (film 2001)
Prawo do zemsty (ang. Proximity) – amerykański thriller z 2001 roku wyreżyserowany przez Scotta Ziehla. Wyprodukowana przez Warner Bros. i Zinc Entertainment Inc.
Premiera filmu miała miejsce 15 kwietnia 2001 roku w Stanach Zjednoczonych.

## Opis fabuły
Film opowiada o profesorze Williamie Conroyu (Rob Lowe), który powoduje wypadek i trafia do więzienia. Wkrótce dowiaduje się, że w zakładzie dzieją się niepokojące rzeczy, a więźniowie giną w niejasnych okolicznościach. Conroy postanawia zwrócić się o pomoc do swojego adwokata Erica Hawthorne'a (Mark Boone Junior). Muszą zdemaskować skorumpowanych strażników, zanim Conroy stanie się ich kolejną ofiarą.

## Obsada
Źródło: Filmweb
- Rob Lowe jako William Conroy
- Anthony McKay jako Richard Sherwood
- Jack Sender jako Glaser
- Patrick E. Mahoney Jr. jako Stephen Conroy
- Scott Plate jako David Dart
- James Coburn jako Jim Corcoran
- David Flynn jako Lawrence
- Mark Boone Junior jako Eric Hawthorne
- Joe Santos jako Clive Plummer
- Terrence "T.C." Carson jako Yaskin
- Kelly Rowan jako Anne Conroy
- Jonathan Banks jako Price